# Di punto in bianco
Di punto in bianco è un modo di dire della lingua italiana. Essa significa "immediatamente", "direttamente", "senza preavviso".
Il goniometro utilizzato dai primi pezzi di artiglieria aveva un segnale bianco nella posizione orizzontale che corrispondeva quindi ad un lancio diretto sull'obiettivo: da qui l'origine della forma "di punto in bianco".
Espressioni analoghe sono presenti anche in altre lingue come il francese ("de but en blanc") e l'inglese ("point blank").